# Junonia phylace
Junonia phylace är en fjärilsart som beskrevs av Hans Fruhstorfer 1912. Junonia phylace ingår i släktet Junonia och familjen praktfjärilar. Inga underarter finns listade i Catalogue of Life.